# ساپونین

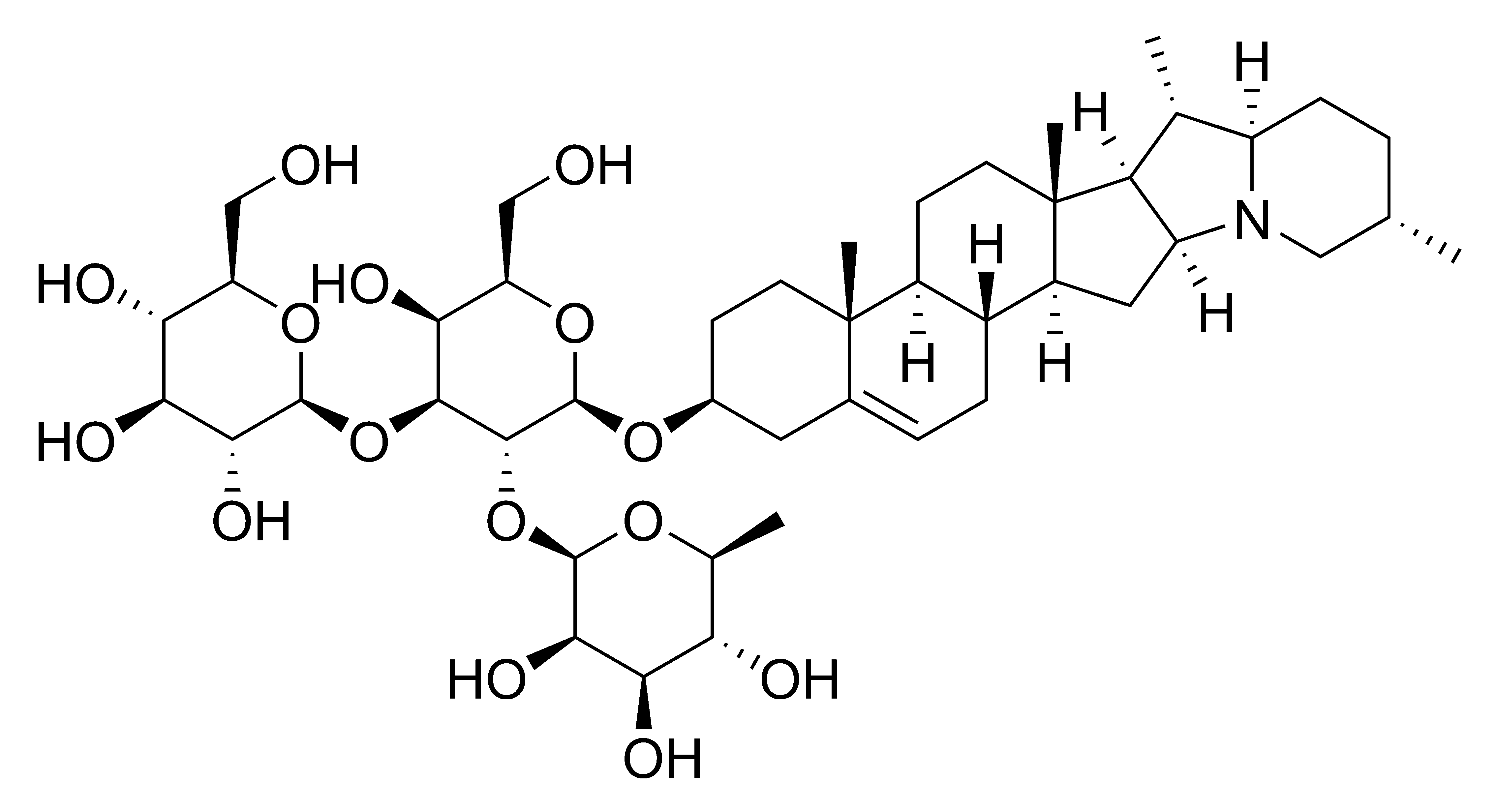
ساختار شیمیایی ساپونین سولانین.

ساپونین (به انگلیسی: saponin) یک ماده گلیکوزیدی است که از گیاهان مختلف به‌دست آمده و در اثر حرکت دادن آن با آب کف تولید می‌کند.
ساپونین‌ها (لاتین "sapon"، صابون  "in") که به عنوان گلیکوزیدهای تری‌ترپن نیز نامیده می‌شوند، مواد شیمیایی آلی و سمی هستند که معمولاً از گیاهان مشتق شده‌‌اند. آنها به طور گسترده در برخی گیاهان وجود دارند اما به ویژه در ساپوناریا (جنس Saponaria)، یک گیاه گلدار، درخت صابون (Quillaja saponaria) و دانه های سویا یافت می شوند. آنها در صابون ها، داروها، خاموش کننده های آتش، به ویژه به عنوان مکمل‌های غذایی، برای سنتز استروئیدها، و در نوشیدنی‌های گازدار استفاده می‌شوند. ساپونین‌ها هم محلول در آب و هم در چربی هستند که به آنها خاصیت صابونی مفید می‌دهد. برخی از نمونه‌های این مواد شیمیایی عبارتند از: گلیسیریزین (طعم‌آور شیرین بیان) و کیلایا.